# Чернеле (Долж)
Чернеле (рум. Cernele) насеље је у Румунији у  жупанији Долж у граду Крајова. Место се налази на надморској висини од 81 m.

## Становништво
Према подацима из 2002. године у насељу је живело 3419 становника.

### Попис2002.
| Расподела становништва по националности 2002.‍ | Расподела становништва по националности 2002.‍ | Расподела становништва по националности 2002.‍ | Расподела становништва по националности 2002.‍ | Расподела становништва по националности 2002.‍ |
| --------------------------------------------- | --------------------------------------------- | --------------------------------------------- | --------------------------------------------- | --------------------------------------------- |
|                                               |                                               |                                               |                                               |                                               |
| Румуни                                        | Румуни                                        |                                               | 3.233                                         | 94,7%                                         |
| Роми                                          | Роми                                          |                                               | 181                                           | 5,3%                                          |